# Aiutante di battaglia
Il grado di aiutante di battaglia è il massimo grado per i sottufficiali delle forze armate italiane: esso può essere conferito ai sottufficiali, ai graduati e ai militari di truppa dell'Esercito italiano, della Marina militare, dell'Aeronautica militare e dell'Arma dei carabinieri, per azioni compiute in guerra o in grave crisi internazionale.
Con l'introduzione del D.L. 94 del 29 maggio 2017, benché il grado di aiutante di battaglia sia teoricamente ancora concedibile, non ne è definita l'insegna.

## Origine
Nella prima guerra mondiale le continue ingenti perdite di vite umane creavano non pochi problemi agli organici dell'allora Regio Esercito. Tuttavia, se un soldato con alcune settimane di addestramento era facile da rimpiazzare, non era altrettanto facile da rimpiazzare un ufficiale, che per diventare tale doveva avere mesi se non anni di esperienza alle spalle. Per risolvere tale problema si era solito procedere alle promozioni per merito di guerra: se un ufficiale, pur non avendo gli anni di anzianità previsti dalla legge, aveva raggiunto particolari risultati in battaglia al comando della sua unità, veniva promosso al grado superiore.
Il problema nasceva quando si dovevano rimpiazzare i sottotenenti di complemento morti in battaglia. Infatti questi rivestivano il grado più basso degli ufficiali e quindi non ne esistevano altri di rango minore da promuovere a tale grado. Solitamente le scuole allievi ufficiali di complemento sfornavano un gran numero di sottotenenti, ma il corso di addestramento aveva comunque la durata di alcuni mesi, per cui talvolta dopo alcune battaglie particolarmente sanguinose per qualche tempo vi era penuria di personale in grado di comandare un plotone o le unità ad esso corrispondenti (incarichi all'epoca riservati agli ufficiali subalterni). L'idea di promuovere a sottotenente dei sottufficiali era da scartare poiché in seguito si sarebbe avuto un eccesso di ufficiali in organico. I sottufficiali, inoltre, all'epoca raramente avevano i titoli di studio necessari per essere ufficiali. L'idea, quindi, era di avere dei sottufficiali che, oltre ad essere comandanti di squadra, alla bisogna potevano anche comandare un plotone e le altre unità ad esso corrispondenti.
Si decise di istituire un nuovo grado che si ponesse al vertice della categoria dei sottufficiali: l'aiutante di battaglia. La legge istitutrice affermava che tale grado potesse essere attribuito a qualunque militare che si fosse distinto, per azioni, in caso di guerra o gravi crisi internazionali. Chiaramente era decisamente poco probabile che un soldato semplice senza grande esperienza riuscisse a conseguire tale grado, più spesso infatti erano i sottufficiali, magari dotati di un certo grado di istruzione, che conquistando con la propria squadra un particolare obiettivo militare venivano giudicati idonei al comando di un plotone, classico incarico di un sottotenente di complemento.
L'aiutante di battaglia poteva provenire dal servizio permanente o no: nel secondo caso poteva essere concesso il passaggio al servizio permanente per merito di guerra.
Nel 1995 la legge sulla professionalizzazione dell'Esercito introduceva una nuova figura del maresciallo che poteva, al bisogno, sostituire la figura del sottotenente di complemento nel suo ruolo di comandante di plotone e delle unità ad esso corrispondenti. Veniva meno, quindi, l'esigenza che aveva determinato la nascita del grado di aiutante di battaglia, ma non venne mai abolita la legge istitutrice.
Nel 2010, con la ristrutturazione delle leggi e dei codici militari, il grado di aiutante di battaglia è stato normativamente inquadrato nell'articolo 1328 del decreto legislativo 15 marzo 2010 n.66, meglio conosciuto come Codice dell'ordinamento militare.

## Nelle altre forze armate
Poiché i Reali Carabinieri erano allora parte integrante, seppur autonoma, del Regio Esercito, l'introduzione del nuovo grado riguardò anche l'Arma, con le medesime regole. Nel 1942 fu introdotto per legge anche nella Regia Aeronautica al fine di conferirlo all'armiere Pietro Bonannini. Ne fu sempre esclusa, invece, la Regia Marina.

## Il distintivo di grado
Al tempo dell'esercito di leva i marescialli erano inquadrati in tre livelli gerarchici: maresciallo ordinario, maresciallo capo e maresciallo maggiore. Fino al 1972 tali gradi avevano come distintivo rispettivamente uno, due o tre binari dorati screziati di nero posti in senso verticale sulle controspalline. In seguito negli anni settanta venne aggiunto il grado di maresciallo maggiore aiutante, detto anche più semplicemente maresciallo aiutante o solo aiutante, sovraordinato agli altri gradi, ma sempre subordinato al grado di aiutante di battaglia. Tale grado si distingueva in quanto era raggiungibile tramite promozione a scelta e non per anzianità, ed aveva lo stesso distintivo di grado del maresciallo maggiore, ma con i binari screziati di rosso. Dopo il 1972 per tutti i marescialli i binari erano posti in orizzontale.
Il distintivo dell'aiutante di battaglia fino al 1972 era costituito da tre binari dorati screziati di rosso posti in verticale che in alto confluivano in un cerchietto che conteneva il bottone superiore della controspallina. Dopo il 1972 il distintivo era identico a quello del maresciallo maggiore aiutante, ma sormontato da una stella dorata bordata di rosso.
Nel 1995 i gradi dei marescialli vennero ridenominati in: maresciallo, maresciallo ordinario, maresciallo capo e maresciallo aiutante, dal 2001 ridenominato primo maresciallo. Essi mantennero i precedenti distintivi di grado, con la screziatura in rosso per il maresciallo aiutante.
La riforma del 1995 non contemplando il grado di aiutante di battaglia (categoria nei fatti non più rappresentata da personale in servizio) portò erroneamente a supporre la sua abolizione. Questa supposizione venne rafforzata sei anni dopo dall'introduzione della qualifica di primo maresciallo luogotenente (rinominato poi luogotenente nel 2017) nel grado di primo maresciallo, associata all'identico storico distintivo di grado dell'aiutante di battaglia. Si venne perciò portati ad affermare che il primo maresciallo luogotenente aveva sostituito il grado di aiutante di battaglia. Questo, però, era un duplice errore in quanto il primo maresciallo luogotenente, come appena detto, non era altro che una qualifica nel grado di primo maresciallo, che lo rendeva preminente rispetto agli altri primi marescialli, ma lo lasciava subordinato al grado "virtuale" di aiutante di battaglia, al momento rimasto soltanto privo d'insegna di grado. La peculiarità ed i criteri di assegnazione del grado di aiutante di battaglia ne fanno comunque un caso unico nella categoria dei sottufficiali. Anche dopo il riordino dei gradi del 2017, che ha istituito per il ruolo marescialli la qualifica apicale di primo luogotenente, lascia tale qualifica subordinata all'aiutante di battaglia.
Il grado, anche se non previsto nelle forze armate straniere, è equivalente al codice di grado NATO OR-9(Denominazione NATO appartenuta al grado di Maresciallo maggiore prima 1995).

## La normativa attuale
Il grado di aiutante di battaglia è contemplato nell'articolo 1328 del D.lgs. 15 marzo 2010 n.66 (Codice dell'ordinamento militare) il quale prevede che:
- possa essere assegnato ai sottufficiali, ai graduati e ai militari di truppa dell'Esercito Italiano, della Marina Militare, dell'Aeronautica Militare e dell'Arma dei Carabinieri, per azioni compiute in guerra o in grave crisi internazionale;
- Il grado di aiutante di battaglia è superiore al grado di luogotenente e corrispondenti.
- il grado di aiutante di battaglia si conserva anche cessato lo stato di guerra o la grave crisi internazionale;
- agli Aiutanti di Battaglia, non provenienti dal servizio permanente, possa essere eccezionalmente concesso il passaggio al servizio permanente per merito di guerra.